# Tipula (Acutipula) anormalipennis
Tipula (Acutipula) anormalipennis is een tweevleugelige uit de familie langpootmuggen (Tipulidae). De soort komt voor in het Palearctisch gebied.